# Liberty and Justice For...
Liberty and Justice For... è il terzo album degli Agnostic Front. Venne pubblicato nel 1987 dalla Relativity/Combat Records.

## Il disco
Il gruppo continuò ad esplorare il panorama punk metal. La durata delle canzoni era ancora molto breve.
La novità principale riguardava la formazione, cambiata per tre quinti. Infatti la sezione ritmica e la seconda chitarra vennero sostituite con nuovi musicisti.

## Tracce
1. "Liberty and Justice for..." (Alan Peters) –	2:56
2. "Crucial Moment" (Steve Martin) –	1:08
3. "Strength" (Martin) –	2:43
4. "Genesis" (Roger Miret) – 	1:37
5. "Anthem" (Martin, Miret, Peters) –	2:52
6. "Another Side" (Martin, Miret, Peters) –	2:51
7. "Happened Yesterday" (Martin) –	2:29
8. "Lost" (Miret, Peters) –	1:59
9. "Hypocrisy" (Martin) –	2:47
10. "Crucified" (Ironcross) – 	2:28
11. "Censored" (Martin, Miret) – 	2:00

## Formazione
- Roger Miret, voce
- Vinnie Stigma, chitarra
- Steve Martin, chitarra
- Alan Peters, basso
- Will Shepler, batteria